# Krzysztof Warszewicki
Krzysztof Warszewicki herbu Kuszaba, inne formy nazwiska: Varsavitius, Varsevitius, (ur. 1543 w Warszewicach, zm. 10 lub 11 września 1603 w Krakowie) – sekretarz i dworzanin królewski, polski historyk, pisarz polityczny, publicysta i mówca, dyplomata.

## Życiorys
Jego ojcem był Jan (późniejszy kasztelan warszawski), matką zaś Elżbieta Parysówna. Brat przyrodni Stanisława. W dzieciństwie był paziem na dworze króla czeskiego Ferdynanda Habsburga (późniejszego cesarza). W tym okresie był w Londynie świadkiem ślubu króla hiszpańskiego Filipa Habsburga z królową angielską Marią Tudor (25 lipca 1554). Po powrocie do kraju bawił przez pewien czas na dworze J. Tarnowskiego lub J. Tęczyńskiego. W roku 1556 wyjechał by kształcić się w Niemczech (Lipsk i Wittenberga), a w latach 1557-1559 kontynuował naukę na uniwersytecie w Bolonii. Po powrocie do Polski, w latach 1561-1572, był dworzaninem i sekretarzem Adma Konarskiego, biskupa poznańskiego. 
Poseł na sejm parczewski 1564 roku z województwa mazowieckiego. Poseł mazowiecki na sejm koronacyjny 1574 roku, poseł mazowiecki na sejm konwokacyjny 1574 roku, wybrany posłem do Henryka III Walezego.
Służył Stefanowi Batoremu w rokowaniach dyplomatycznych w czasie wojny polsko-rosyjskiej 1577-1582. 
W 1587 roku podpisał elekcję Maksymiliana III Habsburga. Po bitwie pod Byczyną w 1588 roku uszedł do Czech, a następnie do Szwecji, gdzie pojednał się z Zygmuntem III. Pełnił obowiązki mentora Zygmunta Wazy. 
W 1598 r. wstąpił do stanu duchownego. Popierał ruch kontrreformacji. Ma w swym dorobku kilka publikacji o tematyce społeczno-politycznej i historycznej.

## Twórczość
Największy rozgłos przyniosła mu po latach, wydana w 1598 roku, książka De optimo statu libertatis (O najlepszym stanie wolności). Postulował w niej umocnienie władzy monarszej w interesie całego państwa. Sprzeciwiał się wolnej elekcji. Uważał, że upadki państw należy przypisywać nie losowi, a nieudolności rządzących i rokoszom rządzonych. Apelował o poprawę doli niższych stanów pisząc: w dobrze urządzonej Rzeczypospolitej i plebejusze w wielkim mają być poważaniu, bo przez nich, przez rolnictwo, i miasta stoją, i kwitną państwa.

### Ważniejsze dzieła
- Wenecja (poemat nawołujący do wojny z Turcją), Kraków 1572, drukarnia M. Siebeneicher (wyd. bezimienne); wyd. następne skrócone pt. K. Warszewicki mówiącą wwodzi Wenecją, Kraków 1587; przedr. wraz z wariantami wyd. 2 (błędnie jako dzieło M. Paszkowskiego) T. Wierzbowski pt. "Wenecja. Poemat historyczno-polityczny z końca XVI w.", Warszawa 1886, Biblioteka Zapomnianych Poetów i Prozaików XVI-XVIII w., zeszyt 1
- Paradoxa ad Stephanum I, Regem Poloniae (dzieło moralizująco-retoryczne, składa się z 6 rozpraw polityczno-etycznych), Wilno 1579, drukarnia J. Ślęcki, wyd. następne: Praga 1588; Kraków 1598; Rzym 1601 (wydania te różnią się między sobą); 2 pierwsze rozprawy przedr. M. Reusner Selectissimarum orationum et consultationum de bello Turcico variorum et diversorum auctorum libri XIV, Frankfurt 1598-1599; także Lipsk (brak roku wydania), s. 224-251
- Ad Stephanum Regem Poloniae oratio, Wilno 1582, wyd. następne: Kraków 1582; Toruń 1582; Magdeburg 1582; brak miejsca wydania 1583; przedr. w zbiorach zob. Estreicher XXII, 224; przekł. polski: J. Lebelski pt. Do... Stefana Króla Polskiego... oratia, Toruń 1582, drukarnia M. Nering (2 edycje); przekł. niemiecki: pt. Oration... an Stephan König in Polen, Norymberga 1582, drukarnia Gerlachin i J. v. Berg Erben
- De laudibus Joannis Tarnovii, Kraków 1585, drukarnia M. Wirzbięta; przedr. K. J. Turowski w: J. Tarnowski "Dzieła", Kraków 1858, Biblioteka Polska, seria III, zeszyt 60 Dod.
- Post Stephani regis mortem in primo et generalis totius Masoviae conventu oratio, Kraków 1587, drukarnia Łazarzowa; przekł. polski (z dużymi różnicami) pt. Po śmierci króla Stefana, na pierwszym i głównym zjeździe mazowieckim mowa, Kraków 1587, drukarnia Łazarzowa; przedr. K. J. Turowski w wyd. "Dwie mowy pogrzebowe", Kraków 1858, Biblioteka Polska, seria III, zeszyt 46
- Diversis locis et temporibus habitae quaedam orationes (5 mów w sprawie Habsburgów), Praga 1589 (według T. Wierzbowskiego, Estreicher nie notuje tego utworu)
- Rerum polonicarum libri tres (obejmuje dzieje bezkrólewia po śmierci Zygmunta Augusta), powst. 1589, wyd. S. Ciampi pt. Rerum polonicarum ab excessu Stephani Regis ad Maximiliani Austriaci captivitatem, Florencja 1827
- Turcicae tres (mowy przeciwko Turkom), Praga 1589, drukarnia Adam z Wielesławina (2 odbicia różniące się ostatnim arkuszem); 2 mowy przedr. M. Reusner Selectissimarum orationum et consultationum de bello Turcico variorum et diversorum auctorum libri XIV, Frankfurt 1598-1599; także Lipsk (brak roku wydania), s. 197-236
- Turcicae quatuordecim (14 mów przeciw Turkom), Kraków 1595, drukarnia Łazarzowa (tu również Turcicae tres, wyd. wraz z De legato legationeque liberi przekł. De concilio.., zob. Przekłady); dodatek pt. Omnia quotquot extant et quae nondum in lucem prodierunt opera, Innsbruck 1600 (zawiera tylko 4 karty jako początek Turcicae quatuordecim z edycji poprzedniej)
- De legato legationeque liber (dzieło parenetyczne), Kraków 1595, drukarnia Łazarzowa (wyd. razem z Turcicae quatuordecim i przekł. De concilio.., zob. Przekłady); wyd. następne: Rostok 1597 (wraz z przekł. De concilio..); przekł. polski: J. Życki pt. O pośle i poselstwach, Warszawa 1935
- De optimo statu libertatis, Kraków 1598, drukarnia Łazarzowa; wyd. następne (ze zmienioną dedykacją), Kraków 1598; przedr. J. Daneykowicz Ostrowski Swada polska i łacińska, t. 2: Svada latina, Lublin 1747
- De cognitione... libri tres, Kraków 1599, drukarnia J. Siebeneicher; wyd. następne: Kraków 1600; pt. Omnia quotquot extant et quae non extant opera, Kraków 1600, (zawartość: De cognitione; De morte et immoratalitate animae; De monte et miraculis S. Grucis historia; De factis et dictis Jezu meditationes tres; Pro Christi fide et Petri sede... orationes tres; In septem psalmos... paraphrasis; In Jubilum Divi Bernhar di de nomine Jezu Paraphrasis; De B. Maria Encomium; Apologia contra Nicolaum Regium; Ad Henricum I... oratio)
- Oratio... ad Clementem VII... habita Romae 13 februarii 1600, wyd. T. Wierzbowski Materiały do dziejów piśmiennictwa polskiego, t. 1, Warszawa 1990, s. 222-223
- Reges, sancti, bellatores, scriptores Poloni (dzieło prozopograficzne), Rzym 1601, apud Typographos Camerales, (tu, w dziale Scriptores 27 i w dziale Sancti – 2 nazwiska pisarzy; jest to jedna z pierwszych prób rejestracji "bibliograficznej" w literaturze polskiej; polską wersję odnośnej zawartości zob. w: J. Starnawski Warsztat bibliograficzny historyka literatury polskiej, Warszawa 1957, s. 202-203)
- Mowy wygłoszone w Mantui, Wenecji i Wiedniu w r. 1602, wyd. T. Wierzbowski, Warszawa 1885, Biblioteka Zapomnianych Poetów i Prozaików Polskich XVI-XVIII w., zeszyt 2, (zawiera 3 mowy)
- K. Warszewicki Nie wydane pisma, listy do znakomitych ludzi tudzież inne dokumenty, wyd. T. Wierzbowski, Warszawa 1883; także (bez przedmowy w jęz. polskim) pt. C. Varsevicii opuscula inedita, cz. 1-4, Warszawa 1883, (zawartość: Diversis locis et temporibus habitae quaedam orationes; Rerum polonicarum libri tres; De rebus in Polonia gestis in regem eligendo; Apologia Maximiliani caesaris; Rationes et argumenta pro regno Poloniae reuperando; Lechitae et Bohemi colloquium; Apologia II Maximiliani; Ad Maximilianum oratio; Ad Rudolphum oratio; Propositio  Maximiliani liberandi; Consilium de rebus polonicis turbandis; Pro Maximiliano ad ordines oratio; Epistolae i inne dokumenty).

### Przekłady
- Fadrique Furió (Furius) Ceriola De concilio et consiliaris principis liber (El concejo y consejeros del Príncipe), Kraków 1595 (wyd. razem z Turcicae quatuordecim); wyd. następne (wraz z De legato legationeque liber): Rostok 1597; Gdańsk 1646, (przekład z hiszpańskiego w oparciu o wcześniejsze włoskie tłumaczenie).

### Listy i materiały
- 59 listów z lat 1574-1603 do różnych osób (m.in. do: F. Commendonego, A. Dudycza, M. A. Grazianiego, Maksymiliana II, J. Zamoyskiego), wyd. T. Wierzbowski, Warszawa 1883; także (bez przedmowy w jęz. polskim) pt. C. Varsevicii opuscula inedita, cz. 1-4, Warszawa 1883
- Listy do: papieża, kardynała Commendonego, M. A. Grazianiego z lat 1574-1589, rękopisy: Archwium Watykańskie, (wiadomość podaje P. Savio "De actis Nuntiaturae Poloniae quae partem Archivi Secretariatus Status constituunt", Watykan 1947, Studia Teologiczne XIII, s. 119, 135
- Do J. Zamoyskiego, dat. w Jamie Zapolskim 12 grudnia 1581, wyd.: T. Wierzbowski, Warszawa 1883; także (bez przedmowy w jęz. polskim) pt. C. Varsevicii opuscula inedita, cz. 1-4, Warszawa 1883; J. Siemieński Archiwum Jana Zamoyskiego. (1580-1582), t. 2, Warszawa 1909, nr 473
- Do J. Zamoyskiego, dat. w Jamie Zapolskim 20 i 21 grudnia 1581; od J. Zamoyskiego, dat. w Pskowie 17 grudnia 1581; wyd. J. Siemieński Archiwum Jana Zamoyskiego. (1580-1582), t. 2, Warszawa 1909, nr 492, 513, 517
- Do J. Zamoyskiego, dat. w Jamie Zapolskim 24 grudnia 1581; w Kiwerowej Horce 24 i 25 grudnia 1581; w Jamie Zapolskim 29 grudnia 1581, 6 i 7 stycznia 1582; wyd.: M. Kojałowicz Dniewnik posledniego pochoda Stiefana Batorija na Rossiju, Petersburg 1867, nr 146, 148, 160, 170, 208, 213; J. Siemieński Archiwum Jana Zamoyskiego. (1580-1582), t. 2, Warszawa 1909, nr 534-536, 557, 619, 627
- Od S. Reszki, dat. w Rzymie 11 marca 1584; w Posonii (Węgry) 8 kwietnia 1586; wyd. w: S. Reszka Epistolarum liber unus, Neapol 1594
- List A. Possewina do J. Zamoyskiego, dotyczący m.in. poselstwa K. Warszewickiego do Szwecji, dat. w Kiwerowej Horce 26 stycznia 1581, wyd.: A. Possevini, Moskwa 1586, s. 236-238; E. Rykaczewski Relacje nuncjuszów apostolskich i innych osób o Polsce od roku 1584do 1690, t. 1, Paryż 1864; M. Kojałowicz Dniewnik posledniego pochoda Stiefana Batorija na Rossiju, Petersburg 1867, nr 158-159; J. Siemieński Archiwum Jana Zamoyskiego. (1580-1582), t. 2, Warszawa 1909, nr 545
- Listy J. Zamoyskiego do A. Possewina, dot. K. Warszewickiego, dat. pod Pskowem 27 i 30 grudnia 1581; list A. Possewina, dat. w Kiwerowej Horce 3 stycznia 1582; M. Kojałowicz Dniewnik posledniego pochoda Stiefana Batorija na Rossiju, Petersburg 1867, nr 162, 172, 199; J. Siemieński Archiwum Jana Zamoyskiego. (1580-1582), t. 2, Warszawa 1909, nr 551, 562, 601
- Dokumenty różne z lat 1574-1603, dot. życia i działalności K. Warszewickiego (m.in. przywileje królewskie, dekrety, listy urzędowe i polecające); wyd. T. Wierzbowski, Warszawa 1883; także (bez przedmowy w jęz. polskim) pt. C. Varsevicii opuscula inedita, cz. 3, Warszawa 1883
- Dokumenty różne z lat 1575-1587 (dotyczące m.in. pensji, działalności politycznej), wyd. T. Wierzbowski K. Warszewicki 1543-1603 i jego dzieła, Warszawa 1887, dod. 2
- Dokumenty i pisma z lat 1581-1596 (w większości pokwitowania pieniężne – jedno w podobiźnie), wyd. T. Wierzbowski Materiały do dziejów piśmiennictwa polskiego, t. 1, Warszawa 1900.

Bibliografię zupełną podaje T. Wierzbowski w wyd. Nie wydane pisma, listy do znakomitych ludzi tudzież inne dokumenty, cz. 4, Warszawa 1883.

## Upamiętnienie
Jest patronem ulicy na warszawskiej Ochocie.